# (500376) 2012 TT57
(500376) 2012 TT57 es un asteroide perteneciente al cinturón de asteroides, descubierto el 19 de septiembre de 2012 por el equipo del Mount Lemmon Survey desde el Observatorio del Monte Lemmon, Arizona, Estados Unidos.

## Designación y nombre
Designado provisionalmente como 2012 TT57.

## Características orbitales
2012 TT57 está situado a una distancia media del Sol de 3,008 ua, pudiendo alejarse hasta 3,888 ua y acercarse hasta 2,127 ua. Su excentricidad es 0,292 y la inclinación orbital 5,898 grados. Emplea 1905,68 días en completar una órbita alrededor del Sol.
Los próximos acercamientos a la órbita de Júpiter se producirán el 5 de octubre de 2041, el 3 de julio de 2088 y el 5 de marzo de 2126, entre otros.

## Características físicas
La magnitud absoluta de 2012 TT57 es 16,8.